# Бейкер (Луїзіана)
Бейкер (англ. Baker) — місто (англ. city) в США, в окрузі Іст-Батон штату Луїзіана. Населення — 12 455 осіб (2020).

## Географія
Бейкер розташований за координатами 30°35′0″ пн. ш. 91°9′28″ зх. д. / 30.58333° пн. ш. 91.15778° зх. д. (30.583233, -91.157743).  За даними Бюро перепису населення США в 2010 році місто мало площу 21,49 км², уся площа — суходіл.

## Демографія
Згідно з переписом 2010 року, у місті мешкало 13 895 осіб у 4950 домогосподарствах у складі 3605 родин. Густота населення становила 646 осіб/км².  Було 5314 помешкання (247/км²).
Расовий склад населення:
| - 77,3 % — чорних або афроамериканців - 20,5 % — білих - 0,3 % — корінних американців - 0,2 % — азіатів |

До двох чи більше рас належало 1,2 %. Частка іспаномовних становила 1,2 % від усіх жителів.
За віковим діапазоном населення розподілялося таким чином: 28,6 % — особи молодші 18 років, 59,9 % — особи у віці 18—64 років, 11,5 % — особи у віці 65 років та старші. Медіана віку мешканця становила 33,4 року. На 100 осіб жіночої статі у місті припадало 86,7 чоловіків;  на 100 жінок у віці від 18 років та старших — 80,2 чоловіків також старших 18 років.
Середній дохід на одне домашнє господарство  становив 48 644 долари США (медіана — 37 727), а середній дохід на одну сім'ю — 53 769 доларів (медіана — 47 188). Медіана доходів становила 38 216 доларів для чоловіків та 26 301 долар для жінок. За межею бідності перебувало 23,2 % осіб, у тому числі 37,6 % дітей у віці до 18 років та 12,0 % осіб у віці 65 років та старших.
Цивільне працевлаштоване населення становило 6294 особи. Основні галузі зайнятості: освіта, охорона здоров'я та соціальна допомога — 31,7 %, роздрібна торгівля — 12,0 %, будівництво — 9,4 %, мистецтво, розваги та відпочинок — 8,4 %.